# 圣马丹达尔丹冈
圣马丹达尔丹冈（法語：Saint-Martin-d'Hardinghem，法語發音：[sɛ̃ maʁtɛ̃ daʁdɛ̃ɡɑ̃]）是法国上法蘭西大區加来海峡省的一个市镇，属于圣奥梅尔区。

## 地名
法语人名在日常人名译名以及《世界人名翻譯大辭典》、《法语姓名译名手册》等主流人名译名类书籍资料中多译作“马丁”，不过在《世界地名翻译大辞典》、《世界地名译名词典》和《法国地图册》等主流地名译名类书籍资料中多译作“马丹”。

## 地理
圣马丹达尔丹冈（50°36'16"N, 2°5'42"E）面积6.68 平方千米，位于法国上法蘭西大區加来海峡省，该省份为法国北部沿海省份，西北濒北海，南至索姆省，东临北部省。
与圣马丹达尔丹冈接壤的市镇（或旧市镇、城区）包括：梅尔克圣列万、福康贝格、欧丹克坦、阿夫鲁、多昂、蒂扬布罗讷。
圣马丹达尔丹冈的时区为UTC+01:00、UTC+02:00（夏令时）。

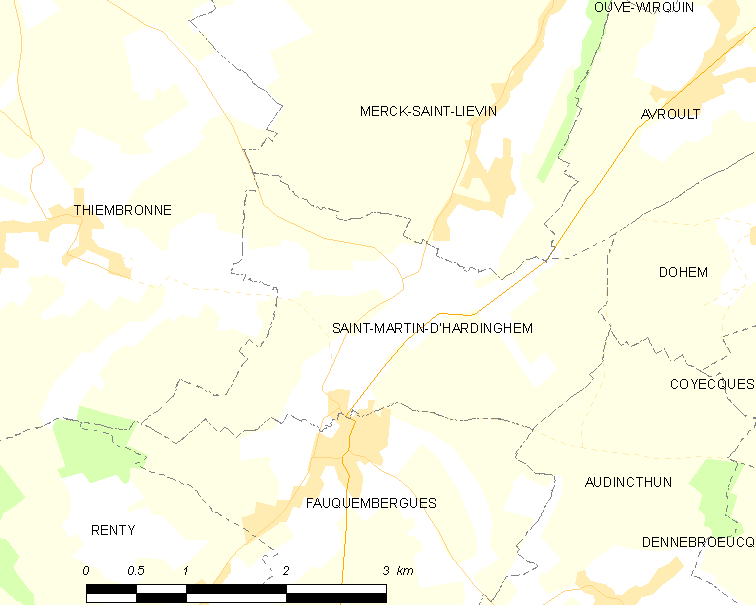
圣马丹达尔丹冈的OSM定位图

## 行政
圣马丹达尔丹冈的邮政编码为62560，INSEE市镇编码为62760。

## 政治
圣马丹达尔丹冈所属的省级选区为弗吕日县。

## 人口

1962-2008年间圣马丹达尔丹冈人口变化图示

圣马丹达尔丹冈于2022年1月1日时的人口数量为267人。